# 11095 Havanna
11095 Havanna eller 1994 PJ22 är en asteroid i huvudbältet som upptäcktes den 12 augusti 1994 av den belgiske astronomen Eric W. Elst vid La Silla-observatoriet. Den är uppkallad efter den kubanska huvudstaden Havanna.
Asteroiden har en diameter på ungefär 10 kilometer och den tillhör asteroidgruppen Themis.